# Chlorophytum comosum
Chlorophytum comosum, conocida popularmente como cinta, malamadre, papito corazón, araña o lazo de amor, es una especie fanerógama del género Chlorophytum, nativa de Sudáfrica.

## Descripción
Es una herbácea perenne. Especie acaule de gruesas raíces tuberosas, forma una roseta central de hojas angostas y largas de entre 20–40 cm de longitud y 5–20 mm de ancho, lineal-lanceoladas, paralelinervias y con borde entero. En el punto donde una hoja desarrollaría un nodo, se producen raíces adventicias, tanto bajo tierra como aéreas, así como estolones de los que surgen hijuelos y diminutas flores hermafroditas de color blanco, actinomorfas, de ovario súpero formado por tres carpelos soldados con un solo estigma y seis estambres.
Tiene una inserción de tallo que es peciolada y la disposición de su tallo es basal.

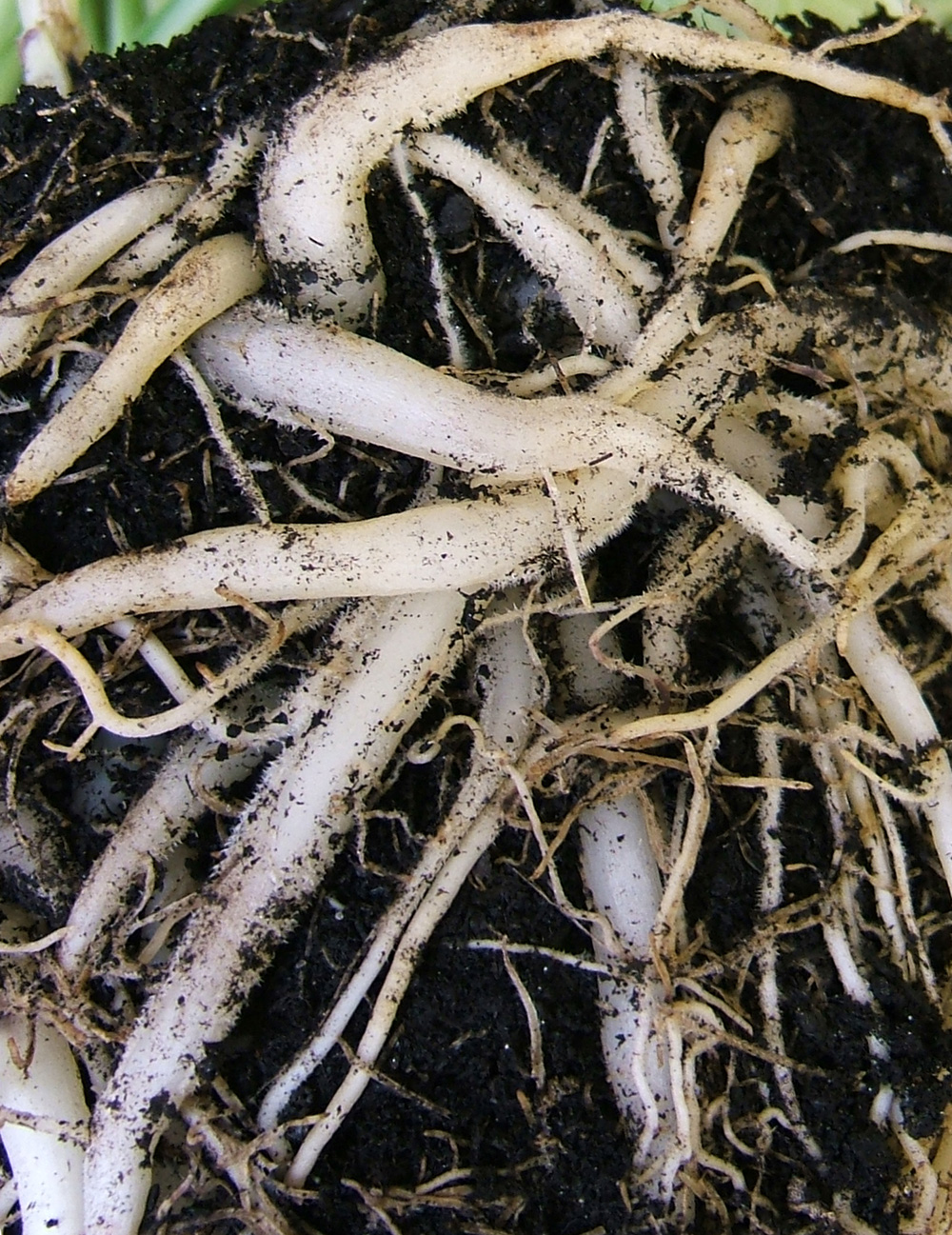
Raíces carnosas.

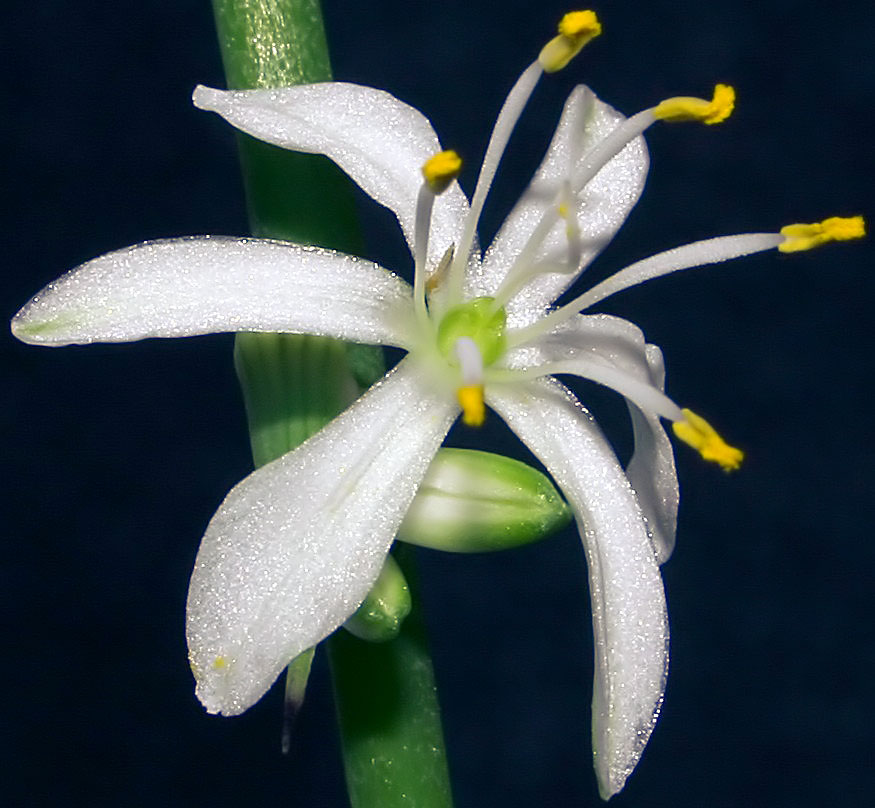
Detalle de la flor

## Distribución
Chlorophytum comosum tiene una amplia distribución nativa en África, siendo originaria de seis de las diez regiones del Esquema geográfico mundial para el registro de la distribución de plantas de África (África tropical occidental, África tropical centro-occidental, África tropical nororiental, África tropical oriental, África tropical meridional y África meridional).

## Cultivo
La facilidad de cultivo ha convertido esta especie en una popular planta de interior, aunque también puede vegetar al aire libre en climas cálidos ya que soporta hasta -2 °C. Debido a su rápida propagación en algunas zonas es considerada como invasiva. Cultivada en interiores necesita 
luz media, en sombra pueden llegar a perder la banda blanca que la caracteriza y si se ubica al sol directo puede quemarse.
Requiere humedad media, es conveniente pulverizar agua sobre las hojas.

Tolera la escasez de agua debido a que la almacena en su grueso sistema radicular. Sin embargo, en verano se debe aumentar la frecuencia de riego.
 Requiere un abonado quincenal en primavera y verano y el trasplante a una maceta mayor 2 veces al año debido a su rápido crecimiento.

## Taxonomía
Chlorophytum comosum fue formalmente descrita en 1794 por el naturalista sueco Carl Peter Thunberg como Anthericum comosum en su obra Prodromus Plantarum Capensium, sobre las plantas de Sudáfrica. Posteriormente fue ubicada en diferentes géneros como Phalangium, Caesia, Hartwegia y Hollia, hasta que el horticultor y viverista francés Henri Antoine Jacques la ubicó en el género actual publicándolo en el Journal de la Société Impériale et Centrale d'Horticulture 8: 345. 1862.
Variedades
- Chlorophytum comosum var. bipindense (Engl. & K.Krause) A.D.Poulsen & Nordal (2005).
- Chlorophytum comosum var. comosum.
- Chlorophytum comosum var. sparsiflorum (Baker) A.D.Poulsen & Nordal (2005).

Sinonimia
- Anthericum comosum Thunb. (1794).
- Phalangium comosum (Thunb.) Poir. in J.B.A.M.de Lamarck
- Caesia comosa (Thunb.) Spreng. (1825).
- Hartwegia comosa (Thunb.) Nees (1831).
- Hollia comosa (Thunb.) Heynh. (1846).[4]